# Herebrug

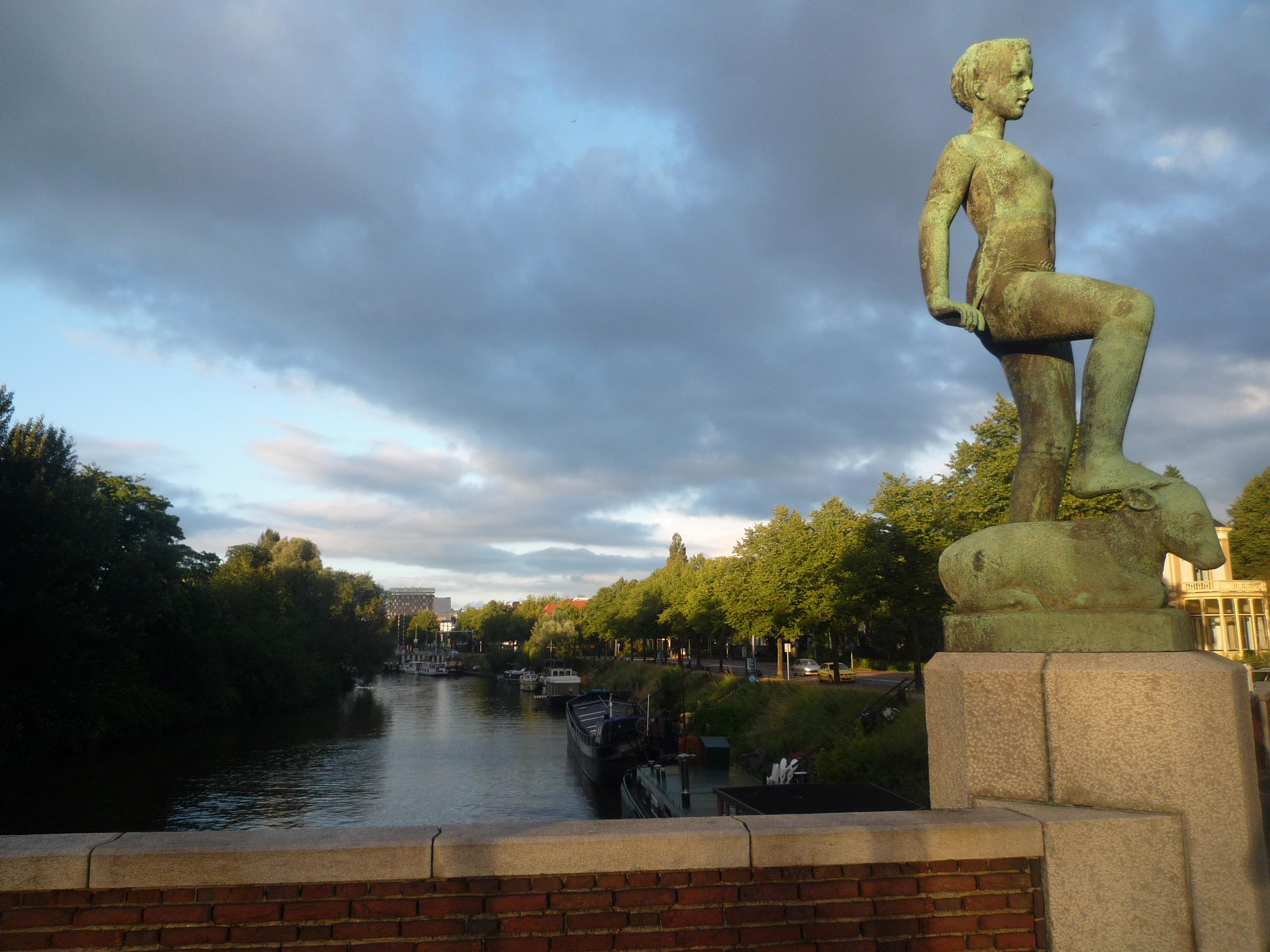
Herebrug met uitzicht op het Verbindingskanaal met aan de rechterzijde Blote Bet

De Herebrug is een brug in de stad Groningen, gelegen in de Diepenring over het Verbindingskanaal. De brug verbindt het Hereplein, aan centrumzijde, met de Hereweg. De brug is een gemeentelijk monument.

## Geschiedenis
De Hereweg is van oudsher een van de belangrijkste toegangswegen van de stad Groningen. Vermoedelijk werd in de dertiende eeuw de eerste Herebrug geplaatst, ter hoogte van De Faun. Door stadsuitbreidingen werd de brug meerdere malen verplaatst. In de zeventiende eeuw kreeg Groningen een nieuwe omwalling, met daarin de Herepoort (1621) en over het water van het Zuiderdiep een nieuwe Herebrug. In 1874 werd de Herepoort afgebroken, het Zuiderdiep werd in 1880 gedempt. Tussen 1877 en 1879 werd even verderop het Verbindingskanaal gegraven, waarover opnieuw een nieuwe Herebrug werd geplaatst, een acht meter brede draaibrug.

## Huidige brug
Eind jaren 30 van de twintigste eeuw bleek dat de brug het toegenomen verkeer niet goed aankon. Aan het eind van de Tweede Wereldoorlog, bij de bevrijding van Groningen, raakte de brug bovendien beschadigd. In 1951 werd daarom besloten een nieuwe brug te plaatsen, waaraan in de zomer van 1952 werd begonnen. De huidige basculebrug heeft een dubbele doorgang, met een vast en een beweegbaar deel. De brug werd 19 december 1953 geopend door burgemeester Jan Tuin.
Tot de jaren 60 van de twintigste eeuw reed de Groningse trolleybus over de brug, door de Herestraat naar de Grote Markt en de andere kant op over de Hereweg naar Helpman.

### Aankleding
In de leuningen van de brug en in het metselwerk van het brugwachtershuisje is de tweekoppige adelaar uit het wapen van Groningen verwerkt. Op de brug staat het ruim drie meter hoge bronzen beeld Landbouw en veeteelt (in de volksmond beter bekend als Blote Bet) van Wladimir de Vries.

## Galerij

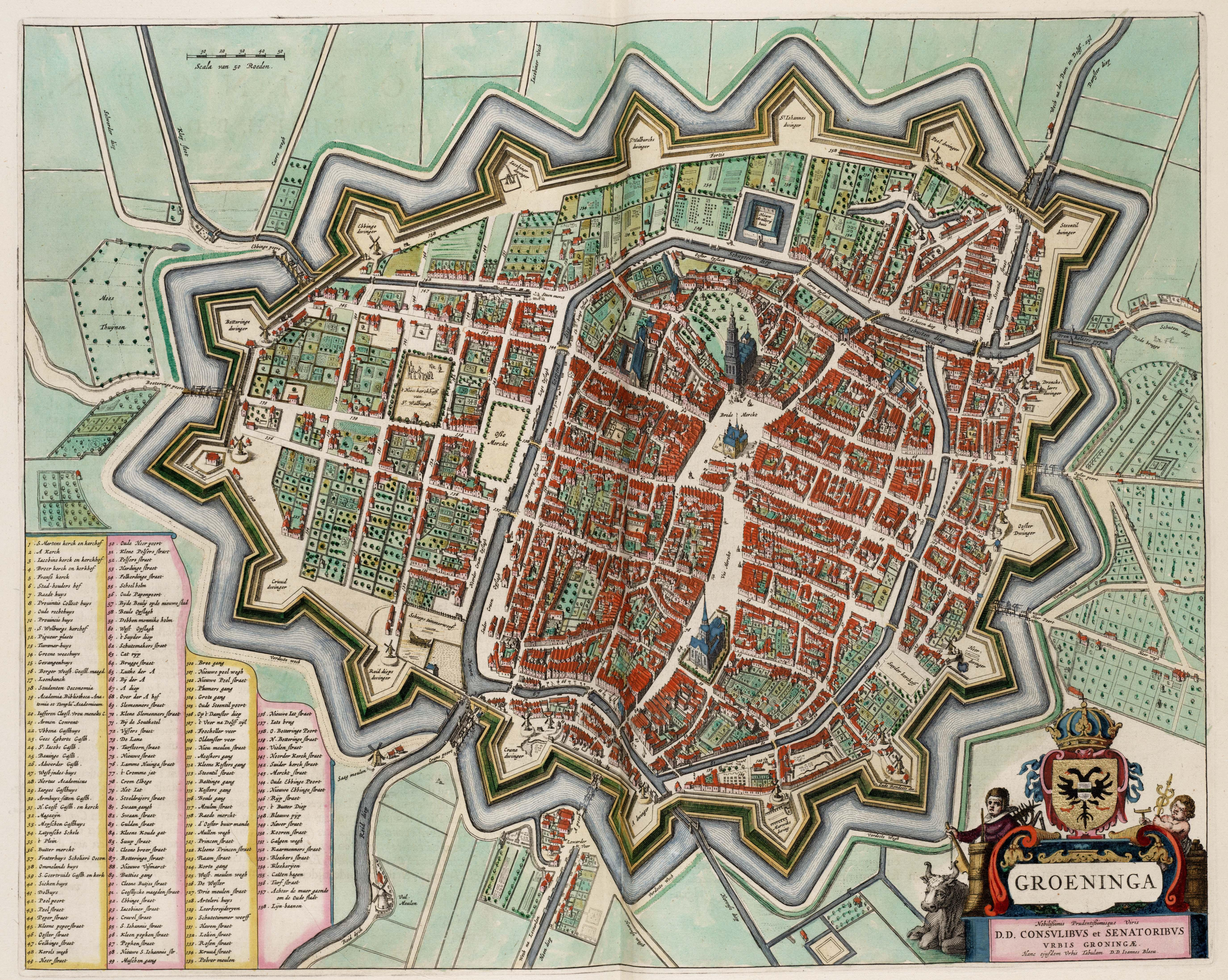
Herebrug op plattegrond van de stad (ca. 1650)
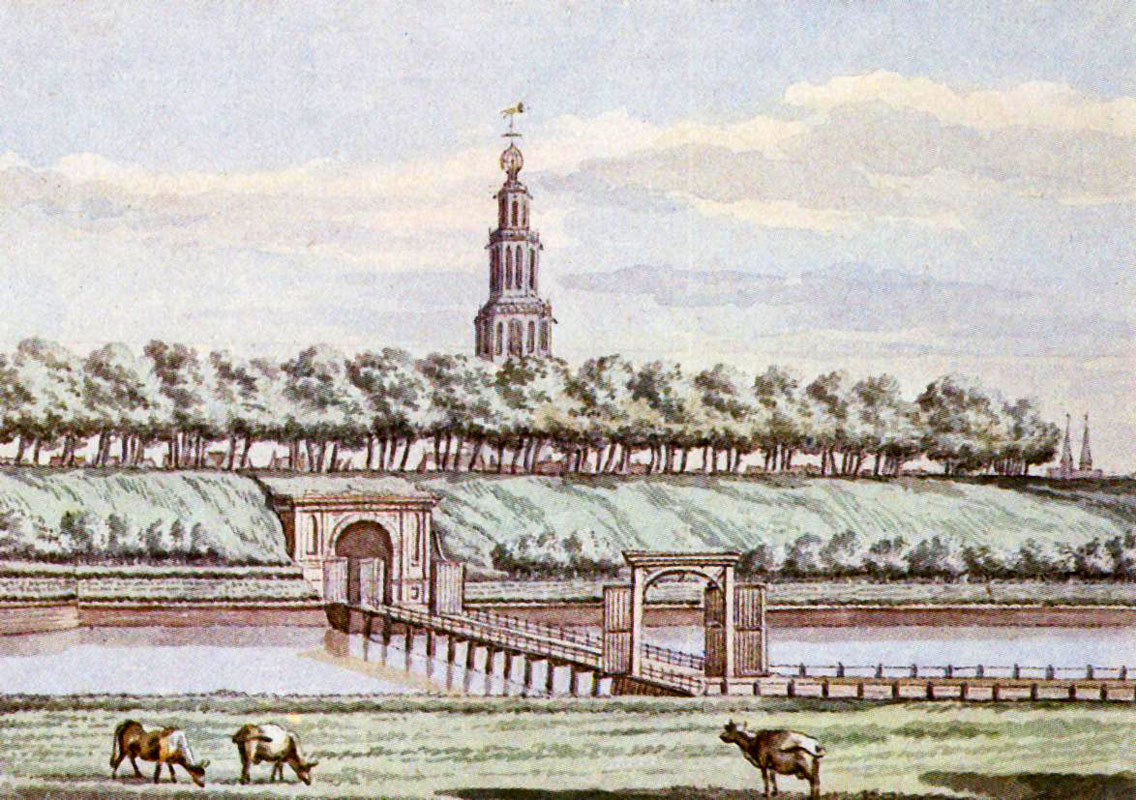
Zicht op de Herebrug (Jan Bulthuis, 1785)
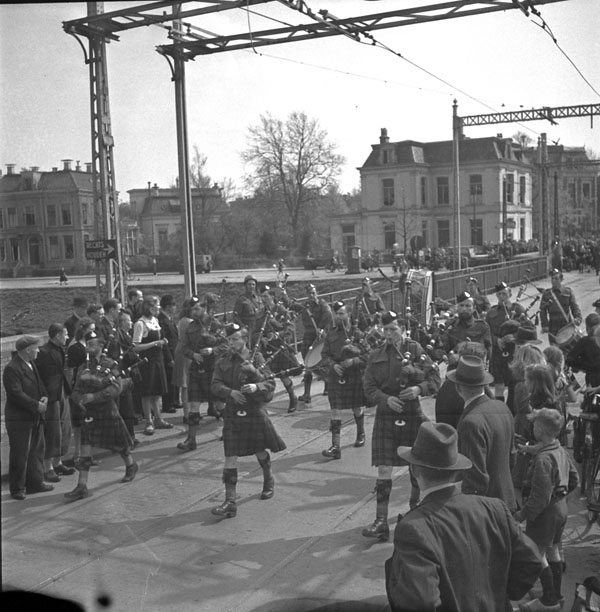
Het Essex Scottish Regiment marcheert over de brug (1945)
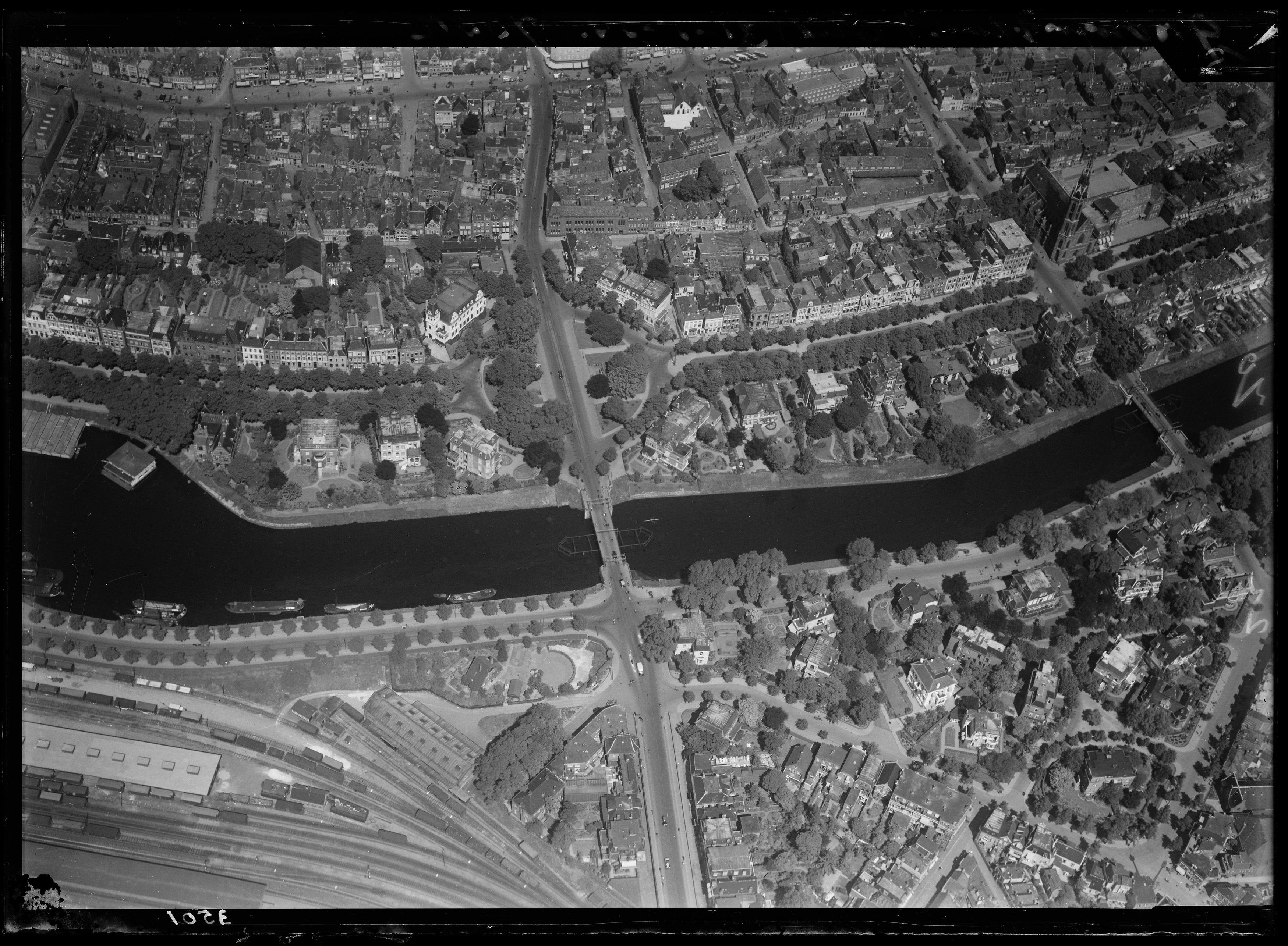
Luchtfoto van de Herebrug en directe omgeving (1920-1940)